# Bob (Me First and the Gimme Gimmes)
Bob è l'undicesimo singolo della cover band statunitense Me First and the Gimme Gimmes, pubblicato il 27 novembre 2001.

## Descrizione
Questo singolo è composto di cover di Bob Dylan. È il singolo inedito del box set uscito nel 2001 per la Fat Wreck Chords; tuttavia né sul disco, né sulla copertina è riportato il marchio di alcuna casa discografica.

## Tracce
1. Blowin' in the Wind – 1:44
2. The Times They Are A-Changin' – 2:09

## Formazione
- Spike Slawson - voce
- Joey Cape - chitarra
- Chris Shiflett - chitarra
- Fat Mike - basso, seconda voce
- Dave Raun - batteria